# BV De Graafschap in het seizoen 1971/72
Het seizoen 1971/1972 was het 18e jaar in het bestaan van de Doetinchemse betaaldvoetbalclub De Graafschap. De club kwam uit in de Eerste divisie en eindigde daarin op de 11e plaats.

## Wedstrijdstatistieken

### Eerste divisie
|       | AZ '67 | Blauw-Wit | SC Cambuur | D.F.C. | Eindhoven | Fortuna Vlaardingen | Fortuna SC | Haarlem | Heerenveen | Helmond Sport | Heracles | HVC   | PEC Zwolle | Roda JC | SVV   | Veendam | De Volewijckers | FC VVV | Wageningen | Willem II |
| ----- | ------ | --------- | ---------- | ------ | --------- | ------------------- | ---------- | ------- | ---------- | ------------- | -------- | ----- | ---------- | ------- | ----- | ------- | --------------- | ------ | ---------- | --------- |
| Thuis | 1 – 1  | 1 – 0     | 0 – 0      | 1 – 0  | 1 – 1     | 1 – 0               | 2 – 3      | 3 – 1   | 1 – 1      | 1 – 2         | 1 – 1    | 5 – 1 | 2 – 3      | 0 – 1   | 2 – 0 | 3 – 2   | 1 – 1           | 1 – 3  | 5 – 1      | 0 – 0     |
| Uit   | 2 – 1  | 2 – 2     | 3 – 0      | 1 – 0  | 2 – 0     | 1 – 2               | 0 – 0      | 1 – 0   | 1 – 0      | 2 – 1         | 0 – 1    | 2 – 2 | 0 – 1      | 1 – 0   | 1 – 1 | 1 – 1   | 0 – 1           | 1 – 0  | 3 – 1      | 2 – 3     |

## Statistieken De Graafschap 1971/1972

### Eindstand De Graafschap in de Nederlandse Eerste divisie 1971 / 1972
| Stand | Gespeeld | Gewonnen | Gelijk | Verloren | Punten | Doelpunten voor | Doelpunten tegen |
| ----- | -------- | -------- | ------ | -------- | ------ | --------------- | ---------------- |
| 11e   | 40       | 13       | 12     | 15       | 38     | 49              | 48               |

### Topscorers
| Competitie \| # \| Naam \| \| \| ------ \| ----------------- \| -- \| \| 1. \| Guus Hoevenberg \| 14 \| \| 2. \| André van der Ley \| 12 \| \| 3. \| Sietze Veen \| 7 \| \| 4. \| Guus Hiddink \| 4 \| \| 4. \| Henny Oosterveld \| 4 \| \| 6. \| Chris Geutjes \| 2 \| \| 6. \| Theo van Londen \| 2 \| \| 6. \| Wim Meijers \| 2 \| \| 6. \| Henk Overgoor \| 2 \| \| Totaal \| Totaal \| 49 \| |                   |      |
| # | Naam              | Goal |
| 1. | Guus Hoevenberg   | 14   |
| 2. | André van der Ley | 12   |
| 3. | Sietze Veen       | 7    |
| 4. | Guus Hiddink      | 4    |
| 4. | Henny Oosterveld  | 4    |
| 6. | Chris Geutjes     | 2    |
| 6. | Theo van Londen   | 2    |
| 6. | Wim Meijers       | 2    |
| 6. | Henk Overgoor     | 2    |
| Totaal | Totaal            | 49   |

## Voetnoten
AZ '67 ·
Blauw-Wit ·
SC Cambuur ·
D.F.C. ·
Eindhoven ·
Fortuna SC ·
Fortuna ·
De Graafschap ·
Haarlem ·
Heerenveen ·
Helmond Sport ·
Heracles ·
HVC ·
PEC Zwolle ·
Roda JC ·
SVV ·
Veendam ·
De Volewijckers ·
FC VVV ·
Wageningen ·
Willem II ·